# Claude Antoine de Béziade
Claude Antoine de Béziade (16 juillet 1740 - Paris (paroisse Saint-Sulpice) † 25 avril 1829 - Avaray), marquis puis (1817) 2e duc d'Avaray, est un militaire et homme politique français du XIXe siècle.

## Biographie
Fils de Charles Théophile de Béziade (1701-1746), marquis d'Avaray, et de Marguerite Élisabeth Mégret d'Étigny, Claude Antoine de Béziade est connu jusqu'en 1817, sous le titre de « marquis d'Avaray ».

### Ancien Régime
Il embrasse, comme ses ancêtres, la carrière militaire : il entre au service dans les chevau-léger de la garde du roi en 1757, et fait, en qualité de capitaine, dans le régiment de Mestre-de-Camp Général, les campagnes de la guerre de Sept Ans, et est blessé à la bataille de Minden le 1er août 1759. Il est nommé colonel en 1765, chevalier de Saint-Louis en 1771, maître de la garde-robe de Monsieur (depuis Louis XVIII) en 1771, brigadier le 1er mai 1780 et maréchal-de-camp le 5 décembre 1781.

### États généraux de 1789 et assemblée constituante
Grand-bailli d'épée d'Orléans, il est élu, le 1er avril 1789, député par la noblesse de l'Orléanais aux États généraux de 1789 et siège à l'Assemblée constituante.
Dans la séance du 4 août 1789, lorsqu'est présentée au vote de l'Assemblée la Déclaration des droits de l'homme et du citoyen (l'Assemblée avait décrété que la Constitution serait précédée de cette Déclaration), d'Avaray, très maître de lui, se leva et présenta à ses collègues une déclaration des Devoirs de l'homme et du citoyen, en vue de faire suite à la première. Sa proposition était ainsi conçue :
- 1° Tout Français doit respect à Dieu, à la religion et à ses ministres : il ne doit jamais troubler le culte public ;
- 2° Il doit respect au roi dont la personne est sacrée et inviolable ;
- 3° La première des vertus d'un Français est la soumission aux lois: toute résistance à ce qu'elles lui prescrivent est un crime ;
- 4° Il doit contribuer, dans la proportion de ses propriétés, de quelque nature qu'elles soient, aux frais nécessaires à la défense de l'État et à la tranquillité qu'un bon gouvernement lui assure ;
- 5° Il doit respecter le droit d'autrui.

Ce projet fut renvoyé à l'examen des bureaux. 
M. d'Avaray fait toujours partie de la minorité de l'Assemblée Constituante : il signe les mémoires et protestations des 24 juin et 6 octobre 1790, 30 mars, 4 mai, 29 juin, 31 août et 15 et 29 septembre 1791, contre les actes de l'Assemblée constituante.
Fin 1791, ses trois fils et ses deux gendres émigrent. L'aîné, François, suit le comte de Provence dont il est le fidèle serviteur et l'un des favoris. Le cadet, Théophile, fait partie de l'expédition de Quiberon, tout comme le marquis de Grave, qui a épousé l'aînée des filles du marquis d'Avaray, et tous deux sont fusillés en 1795 à la suite de cette entreprise malheureuse. Une maladie longue et douloureuse ne permet pas au marquis d'Avaray de suivre ses fils et ses gendres sous les drapeaux de l'armée des princes, et il ne peut même offrir ses services à Louis XVI qu'au mois de juin 1792.
Incarcéré avec sa femme, née Mailly-Nesle vers la fin de la Terreur (17 frimaire an II : 1793), il subit 9 mois de captivité, attendant chaque jour la mort dont ils étaient menacés. Sauvé par le 9 thermidor, il émigre, mais ne peut sauver une partie de sa fortune qu'en obtenant, en 1795, sa radiation de la liste des émigrés.

### Restauration
Confiné pendant plus de six ans sous l'Empire dans son château d'Avaray, par mesure de haute police, le marquis se tient à l'écart des affaires publiques jusqu'à la chute de Napoléon Ier.
Au mois d'avril 1814, il passe en Angleterre et se rend à Hartwell, auprès du roi, pour informer S. M. du discours adressé par le Sénat à Monsieur, le soir de son arrivée, et de la réponse que le prince avait faite. Il accompagne S. M. Louis XVIII en France, rentre dans les fonctions de sa charge de maître de la garde-robe, et est nommé lieutenant-général le 13 août 1814, pair de France le 17 août 1815 et membre du Conseil d'administration de l'hôtel des Invalides le 10 janvier 1816.
Louis XVIII confirme à son profit, le 6 août 1817, le titre de duc d'Avaray et pair de France qu'il a concédé en 1799 à son fils aîné, le fait chevalier des ordres du Roi le 30 septembre 1820, premier chambellan de S. M. (25 novembre 1820), officier de l'ordre royal de la Légion d'Honneur le 19 avril 1820, et gouverneur de la 19e division militaire le 1er octobre même année.
Dans le procès du maréchal Ney, le duc d'Avaray vote pour la mort.

## Titres
- Marquis d'Avaray, chevalier, baron de Lussan , seigneur de Létion, Courbouson, La Brosse-Montmort, etc.
- 2e Duc d'Avaray ;
- Pair de France[2] :
  - 17 août 1815,
  - Duc et pair héréditaire (31 août 1817, lettres patentes du 8 décembre 1817).

## Décorations
- Chevalier de Saint-Louis (1771)
- Chevalier du Saint-Esprit (Paris, 30 septembre 1820) ;
- Légion d'honneur[3] :
  - Chevalier (24 août 1820), puis,
  - Officier de la Légion d'honneur (29 août 1823).

## Armoiries
| Figure | Blasonnement |
|        | Armes de la Famille de Béziade, D’azur à une fasce d’or chargé de deux étoiles de gueules et une coquille d’or en pointe., Couronne de marquis SupportsDeux lions. Devise« Vicit iter durum pietas ».                                                                         |
|        | Armes du 2e duc d'Avaray, à la suite de la concession faite à son fils (par lettres patentes, données à Mittau, le 24 septembre 1801) D’azur à une fasce d’or chargé de deux étoiles de gueules et une coquille d’or en pointe ; à l'écusson de France brochant sur la fasce. |

## Vie familiale
Il épouse le 5 avril 1758 Angélique Adélaïde Sophie de Mailly-Nesle (1740 - 25 juillet 1823), fille de Louis de Mailly-Nesle et d'Anne Françoise Élisabeth L'Arbaleste de La Borde dont il a cinq enfants :
1. Antoine Louis François (1759-1811), comte puis (1799) 1er duc d'Avaray ;
2. Adélaïde Henriette Élisabeth (1762-1785), qui épouse (1781) Edme Charles François, marquis de Grave (1754-1795), tué à Quiberon ;
3. Augustine Olympe Sophie (1765-1809), qui épouse (1784) Antoine René d'Escoubleau, marquis de Sourdis, maréchal des camps et armées du roi, chevalier de Saint-Louis et officier de la Légion d'honneur ;
4. Armand Louis Théophile (1766-1795), fusillé à Quiberon ;
5. Joseph Théophile Parfait (1770-1859), 3e duc d'Avaray (1829).